# Хуан II (король Арагона)
Хуан II Великий (Безверный) (исп. Juan II de Aragón, el Grande; 29 июня 1398, Медина-дель-Кампо, Кастилия — 20 января 1479, Барселона) — король Наварры с 1425 года, король Арагона с 1458 года, король Сицилии с 1458 года. Сын Фернандо I Арагонского (Фердинанда I Справедливого) и Элеоноры д’Альбукерке (Элеоноры Урраки Кастильской). Один из королей-долгожителей Средневековья (прожил 80 лет).

## Ранние годы
Хуан II был вторым сыном Фернандо I, короля Арагона, Валенсии, Майорки, Сардинии, Сицилии. Поскольку наследником престола был его старший брат Альфонсо, Хуан по приказу отца в 1415 году отправился в качестве генерал-лейтенанта (представителя короля) на Сицилию. Однако уже в 1416 году Фернандо I скончался, и по инициативе вступившего на престол Альфонсо V Хуан вернулся в Испанию. Альфонсо V нуждался в поддержке брата в конфликте с Кастилией.
В 1406—1416 годах Фернандо I был регентом Кастилии при своем малолетнем племяннике Хуане II. После Компромисса в Каспе Фернандо I покинул Кастилию, став королём Арагона. Его интересы продолжали отстаивать «арагонские инфанты» — Альфонсо, Мария и Энрике. Так Фернандо I планировал возвести своих детей на престолы испанских королевств. В 1420 году, уже после смерти Фернандо I, Мария была выдана за 21-летнего Хуана II. Фактическим правителем в этот период был фаворит короля Альваро де Луна. Он находился в конфликте с «арагонскими инфантами» и поддерживавшей их кастильской аристократией.

### Король Наварры
В 1419 году 21-летний Хуан женился на Бланке, дочери короля Наварры Карла III Благородного. В 1421—1424 годах Бланка родила мужу троих детей — Карла, Хуану (ум. 1425) и Бланку.
В 1425 году Карл III умер, и Хуан и Бланка были объявлены королём и королевой Наварры (в 1429 году состоялась коронация). В том же году у Валенсии было приобретено графство Рибагорса.
Бланка правила Наваррой самостоятельно: Хуан жил в основном в Арагоне, поддерживая своего брата Альфонсо V в усиливавшемся конфликте с Кастилией. В 1429 году между соседними королевствами началась война.
Летом 1429 года Хуан II Кастильский вторгся в долину реки Энарес. В преддверии сражения в конфликт вмешалась жена Хуана II и сестра Хуана Мария, выступившая на стороне Арагона. Тем не менее, в следующем году конфликт завершился изгнанием «арагонских инфантов» и победой Альваро де Луны.
Хуан также оказывал помощь Альфонсо V в его кампании по завоеванию Неаполя в 1435 году. После смерти королевы Неаполя Джованны II (его приемной матери) Альфонсо V захватил Неаполь, пользуясь отсутствием законного наследника Рене Доброго. Эта экспедиция привела к написанию сатиры маркиза Сантильяны La Comedita de Ponza.
В 1441 году умерла Бланка I Наваррская. Наварру должен был унаследовать старший сын Бланки и Хуана — Карл Вианский. Однако Хуан не допустил сына к трону, взяв управление королевством в свои руки и сославшись на завещание Бланки о том, что Карл Вианский не должен именовать себя королём без согласия отца. При этом Карл Вианский стал наместником Хуана в Наварре, сам Хуан наваррскими делами не занимался.
Несколько лет спустя Хуан вновь вступил в конфликт с Хуаном II Кастильским и его фаворитом Альваро де Луной. Войска Хуана захватили Атьенсу и Ториху, но были разбиты в первой битве при Ольмедо в 1445 году, после чего арагонское влияние и претензии на кастильский престол были прекращены.

### Гражданская война в Наварре
После смерти Бланки Наваррской Хуан женился в 1447 году во второй раз на Хуане Энрикес, дочери Фадрике Энрикеса, политического противника Альваро де Луны. Через 4 года она решила взять управление Наваррой в свои руки и добилась того, что Хуан, проигнорировав интересы действующего наместника — своего сына Карла, назначил её наместницей Наварры.
Внезапный приезд Хуана в Наварру возродил противостояние отца и сына. Недовольство Карла Вианского и его ненависть к мачехе, подкрепленные амбициями наваррской знати, привели к гражданской войне. Хуана поддержал знатный наваррский род Грамонов, другой род, Бомонтов, принял сторону Карла.
Войска противников встретились 23 октября 1451 года в битве при Эйбаре, где Карл был разбит и взят в плен. Хуана Энрикес, находившаяся на поздних сроках беременности, в это время отбыла в Сарагосу, где родила сына Фернандо. Чтобы обеспечить наследование престола принцем Фернандо, Хуана Энрикес добилась, чтобы после освобождения Карла Вианского по просьбе кортеса Лериды он был отправлен в изгнание в Неаполь, ко двору своего дяди Альфонсо V. Карл также был вынужден пообещать не использовать королевский титул до смерти отца.

## Король Арагона
В 1454 году Альфонсо V назначил Хуана своим лейтенантом (фактически соправителем) в Арагоне и Каталонии, в то время как сам правил итальянскими владениями. С 1442 года Альфонсо V постоянно жил в Неаполе, окружив себя роскошью и покровительствуя учёным и художникам. В это время Хуан в Каталонии провел ряд преобразований с целью завоевания поддержки социально незащищенных слоев населения, фермеров и ремесленников, чтобы создать противовес интересам дворян и духовенства, находившихся в оппозиции новому лейтенанту.
В 1458 году король Альфонсо V умер, не оставив законных наследников, и Хуан унаследовал его владения (за исключением Неаполя, завещанного Альфонсо V сыну Фердинанду) под именем Хуана II. При этом он был вынужден назначить своего сына Карла Вианского правителем Каталонии. Для Хуаны Энрикес Карл стал единственным препятствием, отделявшим её сына Фернандо от наследования престола. 25 июля 1458 года Хуан II предоставил Фернандо титул герцога Монблан и графа Рибагорсы.
Под влиянием супруги Хуан приказал в 1460 году посадить Карла в заключение. Это спровоцировало восстание в Каталонии, вскоре распространившееся на Арагон и Наварру. Напуганный размахом восстания, Хуан II в 1461 году был вынужден пойти на уступки. Он освободил Карла Вианского из заключения и признал его своим наследником, не отменив, однако, прав на престол Фернандо.
Карл Вианский умер 23 сентября 1461 года от болезни легких (или, как были убеждены его сторонники, был отравлен по приказу Хуаны Энрикес). После его смерти каталонцы отказались признать власть Хуана II и его наследника Фернандо. Приезд Хуана в Барселону спровоцировал начало гражданской войны. Одновременно в регионе началось мощное крестьянское восстание. Хуан II сумел сохранить лояльность Арагона, Валенсии и Сицилии, однако был не способен самостоятельно подавить восстание и разгромить каталонских грандов.
В начале 1462 года граф Гастон IV де Фуа, зять Хуана II, организовал сближение между тестем и королём Франции Людовиком XI. Свадьба Гастона, сына графа, с Магдаленой, сестрой французского короля, символизировала согласие Людовика XI помочь Хуану в подавлении восстания взамен на вассалитет Наварры. Заключенный в Олите договор гарантировал признание французами Хуана II в качестве короля Наварры и Гастона IV в качестве его преемника. В начале мая Людовик XI отправил Гастона IV во главе французской армии на подавление восстания в Каталонии, а Хуан II передал французам Руссильон и Сердань в качестве залога.
Армия каталонцев под командованием Рожера III, графа Верхнего Пальярса, осадила королеву Хуану Энрикес и её сына Фернандо в крепости Жироны, но королева смогла организовать оборону и через четыре месяца при поддержке французских войск вынудила Рожера снять осаду. Каталонцы также попытались найти союзников. Племяннику Хуана II Энрике IV они обещали титул графа Барселоны, но кастильскому вмешательству помешали французы. То же предложение получил Педро Португальский в 1463 году, но через два года он умер от ран, полученных в битве. Впоследствии каталонцы пытались договориться с Рене Анжуйским.
Хуан II продолжил войну. В 1472 году, будучи уже почти слепым, он сумел войти в Барселону, заставив мятежников повиноваться. Для прекращения смуты он проявил милосердие к побежденным и отказался от мести и массовых казней. В октябре того же года война закончилась подписанием «Капитуляций Педральбес» (1472 год). Последней военной акцией Хуана II стала неудачная попытка вернуть Руссильон и Сердань, занятые Людовиком XI в обмен на поддержку в каталонском конфликте. Они были возвращены Арагону уже после смерти Хуана II, по договору в 1493 году.
В 1469 году Хуан II организовал в Вальядолиде свадьбу сына и наследника Фернандо со своей племянницей Изабеллой Кастильской (дочерью Хуана II Кастильского), наследницей трона Кастилии. Учитывая тесное родство между женихом и невестой, требовалось согласие папы римского на брак. Папская булла с разрешением на брак в итоге оказалась подложной, однако это не помешало браку и последовавшему объединению Кастилии и Арагона.
Дочь Хуана II Элеонора де Фуа унаследовала Наварру, Фернандо, соправитель Изабеллы Кастильской, — Кастилию и Арагон.
Хуан II умер от старости в Барселоне 19 января 1479 года в возрасте 80 лет и 7 месяцев и был похоронен в монастыре Поблет.

## Дети
От первого брака с Бланкой Наваррской:
- Карл (29 мая 1421 — 23 сентября 1461), принц Вианский с 1421, наместник Наварры 1441—1447, претендент на наваррскую корону (под именем Карл IV);
- Хуана (1423 — 22 августа 1425);
- Бланка (1424 — 2 декабря 1464), принцесса Вианская с 1461, претендентка на наваррскую корону (под именем Бланка II); муж: с 15 сентября 1440 года (Вальядолид, аннулирован в 1453 году) Энрике IV Бессильный (25 января 1425 — 11 декабря 1474), король Кастилии и Леона с 1454;
- Элеонора (2 февраля 1425 — 12 февраля 1479), королева Наварры с 1479; муж: с 30 июля 1436 года Гастон IV де Грайи (26 февраля 1423 — 25 июля 1472), граф де Фуа и де Бигорр, виконт де Беарн с 1436, виконт де Кастельбон 1425—1462, виконт де Нарбонн 1447—1468, пэр Франции с 1458.

От второго брака с Хуаной Энрикес:
- Элеонора (ум. в младенчестве);
- Фердинанд (10 марта 1452 — 23 января 1516), король Арагона (1479—1516), Сицилии (1468—1516), Неаполя (1504—1516), супруг и соправитель королевы Изабеллы Кастильской;
- Хуана (1455—1517), супруга с 1476 года Фернандо I Неаполитанского.

Вне брака:
- Хуан Арагонский (1439/40-1475), архиепископ Сарагосы в 1458—1475 годах.
- Альфонсо де Арагон и Эскобар (1417—1485), сын любовницы Элеоноры де Эскобар, магистр в Ордена Калатравы (1443—1445)[9], 1-й граф Рибагорсана (1469—1485), 1-й герцог Вильяэрмоса (1476—1485)
- Элеонора Арагонская, супруга Луиса де Бомонта (ум. 1508), 2-го графа Леринского (1462—1508)[10]
- Мария (род. 1455).